# Gavin Ewart
Gavin Buchanan Ewart, FRSL (* 4. Februar 1916 in London; † 23. Oktober 1995 ebenda) war ein britischer Dichter, der unter anderem als 17-Jähriger 1933 mit „Phallus in Wonderland“ sein erstes Gedicht veröffentlichte und 1971 den Cholmondeley Award erhielt. Seine Gedichte waren bekannt für leichte, oftmals skurril bis freche Verse, die sich häufig mit sexuellen Themen befassten. Er schrieb aber auch Kindergedichte und Gedichte zu anderen Themen.

## Leben

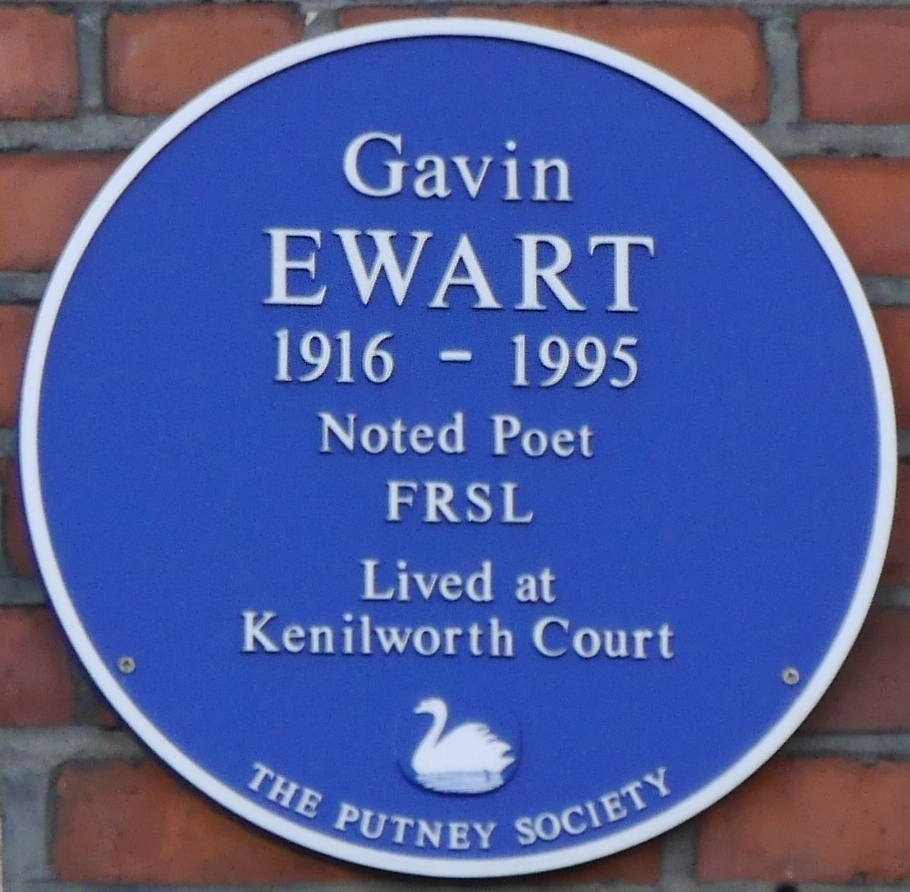
Gedenkplakette an seinem Wohnhaus Kenilworth Court im Londoner Stadtteil Putney

Gavin Buchanan Ewart, Sohn von George Arthur Ewart and Dorothy Hannah Turner Ewart, veröffentlichte bereits als 17-jähriger Schüler 1933 mit „Phallus in Wonderland“ sein erstes Gedicht. Nach dem Schulbesuch begann er ein grundständiges Studium am Christ’s College der University of Cambridge, das er 1937 mit einem Bachelor of Arts (B.A.) beendete. 1939 erschien sein erster Gedichtzyklus Poems and Songs. Ein postgraduales Studium am Christ’s College schloss er 1942 mit einem Master of Arts (M.A.) ab. Während des Zweiten Weltkrieges diente er in der Royal Artillery und nahm nach Kriegsende verschiedene Tätigkeiten auf, ehe er zwischen 1952 und 1971 als Werbetexter arbeitete.
Sein erst 1964 erschienener zweiter Gedichtband Londoners war im Allgemeinen ernster im Ton und zeigte Affinitäten zur Poesie von John Betjeman. Mit den darauf folgenden Gedichtbänden Pleasures of the Flesh (1966) und The Deceptive Grin of the Gravel Porters (1968) verfestigte er die charakteristischen Ansätze seiner Gedichte mit ihren leichten, oftmals skurril bis frechen Versen, die sich häufig mit sexuellen Themen befassten. Er vermischte Gedichte aus ernsthafter Autobiographie, sozialer Satire und sexuellem Humor. 1971 wurde er mit dem von der Society of Authors vergebenen Cholmondeley Award ausgezeichnet. In späteren Gedichten wie „A strain of melancholy“ untersuchte er Themen wie Grausamkeit und Tod.
Daneben gab Ewart in Bänden wie The Learned Hippopotamus (1986) und Caterpillar Stew (1990) Gedichte für Kinder heraus, während Veröffentlichungen wie The Collected Ewart 1933–1980 (1980) und Collected Poems 1980–1990 (1991) Sammlungen seiner Gedichte enthielten. Er gab zudem mehrere Anthologien heraus, die neben eigenen Werken auch Gedichte von Autoren wie Zulfikar Ghose, B. S. Johnson und Philip Larkin enthielten. Er war Mitglied (Fellow) der Royal Society of Literature (FRSL).
Aus seiner 1956 geschlossenen Ehe mit Margaret Adelaide Bennett gingen ein Sohn und eine Tochter hervor.

## Veröffentlichungen
- Poems and songs, 1939
- Pleasures of the flesh, 1966
- Two children. Poems, 1966
- The deceptive grin of the gravel porters, 1968
- Forty years on. An anthology of school songs, 1969
- Twelve apostles, 1970
- The Gavin Ewart show. Selected poems, 1939–1985, 1971
- The select party. A poem, 1972
- An imaginary love affair. Poems, 1974
- Be my guest! Poems, 1975
- Gavin Ewart, Zulfikar Ghose, B. S. Johnson, 1975
- A question partly answered, 1976
- No Fool Like an Old Fool. Poems (Gollancz poets), 1976
- Or where a young penguin lies screaming. Poems, 1977
- The first eleven. A collection of poems, 1977
- All my little ones. The shortest poems of Gavin Ewart, 1978
- The Batsford book of light verse for children, 1978
- The Penguin book of light verse, 1980
- Collected Ewart, 1933–1980, 1980
- The new Ewart. Poems, 1980–1982, 1982
- More little ones. Short poems, 1982
- Capital letters, 1983
- Other people’s clerihews, 1983
- The Ewart quarto, 1984
- A cluster of clerihews, 1985
- The young pobble’s guide to his toes, 1985
- The learnèd hippopotamus. Poems conveying useful information about animals, ordinary and extraordinary, 1986
- The complete little ones. His shortest poems, 1986
- Late pickings, 1987
- Selected poems, 1933–1988, 1988
- Penultimate poems, 1989
- Poems from Putney, 1990
- Collected Poems. 1980–1990, 1991
- Caterpillar Stew. A Feast of Animal Poems, 1992
- Like It Or Not, 1992
- 85 poems, 1993

posthum
- Selected Poems 1933–1993, 1996

## Auszeichnungen
- 1971: Cholmondeley Award